# Giles Farnaby
Giles Farnaby (Londen, 1562 of 1563 – aldaar, begraven op 25 november 1640) was een Engels componist en timmerman. Hij wordt tot de virginalisten gerekend en was mogelijkerwijze een leerling van John Bull. Het leeuwendeel van zijn werk is in het Fitzwilliam Virginal Book overgeleverd.

## Levensloop
Farnaby was een zoon van de Londense schrijnwerker Thomas Farnaby en een zekere Janekin of Jane, mogelijk een hugenoot. Volgens Anthony Wood was hij verwant met de familie Farnaby uit Truro, maar daarvoor is geen bewijs. Zijn neef bouwde virginalen. Op 28 mei 1587 huwde Farnaby ene Katharine Roane. Hij werd in 1590 lid van de schrijnwerkersgilde. Het gezin leefde in armoede.
Op 7 juli 1592 behaalde Farnaby een bachelorgraad in de muziek aan de Universiteit van Oxford, hetgeen bewijst dat hij een goede opleiding had genoten en het Latijn beheerste. In het Whole Booke of Psalmes van Thomas East uit dat jaar staan negen bijdragen van zijn hand. In 1598 publiceerde hij Canzonets to Fowre Voyces, opgedragen aan de hoveling Ferdinando Richardson alias Heyborne.
Om onbekende redenen duikt Farnaby omstreeks het jaar 1600 in het gehucht Aisthorpe in Lincolnshire op, alwaar een dochter genaamd Philadelphia in het doopceel voor 1602 is opgenomen. Zijn zoon Edward werd eveneens te Aisthorpe gedoopt in 1604. De edelman Sir Nicolas Saunderson uit het naburige Fillingham leasete in 1608 enkele landerijen aan Farnaby in ruil voor zeven jaar muziekonderricht voor zijn kinderen, te verstrekken door Farnaby’s zoon Richard. De overeenkomst werd kennelijk vroegtijdig beëindigd, daar de afbetalingen in 1611 achterstallig waren geworden en Richard Farnaby in 1614 in Londen in het huwelijk trad.
Wat Farnaby tussen circa 1610 en zijn dood anno 1640 deed, is onzeker. In 1634 woonde hij in Grub Street, destijds een zeer armoedige buurt. Hij droeg een psalter aan Dr. Henry King op, hoofd van de prebende van de oude St Paul's Cathedral. Farnaby’s begrafenis wordt in het archief van St Giles-without-Cripplegate vermeld op 25 november 1640. Zijn zonen Richard en Joy Farnaby waren eveneens componist; alleen van Richard Farnaby zijn werken overgeleverd.

## Nalatenschap
Ongeveer een zesde van het Fitzwilliam Virginal Book bestaat uit werken van Farnaby. Twee van deze stukken zijn toonzettingen van werken van Robert Johnson en drie ervan staan gezamenlijk bekend als Farnaby's Dream. Hij componeerde elf fantasieën en talrijke transcripties van melodieën uit masques en volksliedjes. Zijn madrigalen, die hij canzonetta’s noemde, vertonen enige invloed van Thomas Morley; in de 97 overgeleverde psalmmelodieën volgt hij het voorbeeld van Thomas Ravenscroft. Het motief van zijn Fantasia nr. 12 werd door Johann Caspar Ferdinand Fischer gebruikt en vervolgens nogmaals door Johann Sebastian Bach overgenomen voor diens Fuga in E-majeur in boek II van Das wohltemperierte Klavier; het thema van zijn Fantasia nr. 4 werd later door Richard Strauss hergebruikt. Farnaby componeerde bij voorkeur in G-majeur en sterk chromatisch.
Het werk van Farnaby schijnt een beperkte circulatie te hebben gehad. Mogelijk door toedoen van een minder grondige scholing haalt hij misschien niet steeds het niveau van bijvoorbeeld William Byrd of Orlando Gibbons, maar zijn oeuvre is origineel en expressief. Glen Wilson, die de volledige fantasieën van Farnaby voor opname uitvoerde, oppert daarentegen dat Farnaby’s prominente vertegenwoordiging in het prestigieuze Fitzwilliam Virginal Book bewijst dat hij even hoog in aanzien stond als ‘Byrd, Bull, Gibbons en Tomkins’ en zodoende geenszins een amateur was.

## Werken
- 1592: The Psalmes of David, to fower parts, for Viols and Voyce; the first booke Doricke Mottoes; the second, Divine Canzonets … with a prelud, before the Psalmes, Cromatick (9 psalmen, waarvan enkel de hoogste stempartij overgeleverd is)
- 1598: Canzonets to Fowre Voyces with a Song of Eight Parts
- s.d.: 54 stukken in het Fitzwilliam Virginal Book (waarvan Bonny Sweet Robin ook aan John Bull toegeschreven wordt)
- s.d.: Come Caron come (deel van de anthem O my sonne Absolon)

- Biblioteca Nacional de España: XX1504348
- Bibliothèque nationale de France: cb138938013 (data)
- Gemeinsame Normdatei: 124265952
- International Standard Name Identifier: 0000 0003 9108 2488
- Library of Congress Control Number: n79147994
- Nationale Bibliotheek van Letland: 000047048
- MusicBrainz: 5a59cfb0-45e4-4fa8-8604-2682aad19356
- Nationale Bibliotheek van Tsjechië: jn20000601525
- Nationale Bibliotheek van Israël: 987007282707205171
- Nederlandse Thesaurus van Auteursnamen: 096417226
- Istituto Centrale per il Catalogo Unico: LO1V180458
- LIBRIS: 316390
- SNAC: w6cc3wj3
- Système universitaire de documentation: 121717518
- Virtual International Authority File: 284854406
- WorldCat: E39PBJrWwTGDYkkGfch4hyd4v3